# Scream, Dracula, Scream!
Az 1995-ös Scream, Dracula, Scream! a Rocket from the Crypt nagylemeze. Ez az első albumuk nagyobb kiadónál. Videóklip az On a Rope, Born in '69 és Young Livers dalokhoz készült. A megjelenést széles körű turné követte az Egyesült Államokban, az Egyesült Királyságban és Európában. Az Egyesült Királyságban nagy hírnévre tettek szert, az On a Rope a 12. helyet szerezte meg a zenei listákon, és nagy siker volt az MTV Europe-on.
Az album az Egyesült Királyságban is sikert hozott az együttesnek. Az MTV játszotta a klipjeiket, az album sok pozitív kritikát kapott. A nagyszabású turné 1996-ban indult útjára, és néhány egyedi színpadi elemről lett nevezetes. A Scream, Dracula, Scream! a Rocket from the Crypt utolsó 1995-ös kiadása.
Az album szerepel az 1001 lemez, amit hallanod kell, mielőtt meghalsz című könyvben.

## Az album dalai
|     | Cím                | Hossz |
| --- | ------------------ | ----- |
| 1.  | Middle             | 1:00  |
| 2.  | Born in '69        | 2:16  |
| 3.  | On a Rope          | 2:53  |
| 4.  | Young Livers       | 2:54  |
| 5.  | Drop Out           | 3:00  |
| 6.  | Used               | 2:39  |
| 7.  | Ball Lightning     | 3:50  |
| 8.  | Fat Lip            | 2:42  |
| 9.  | Suit City          | 2:34  |
| 10. | Heater Hands       | 3:36  |
| 11. | Misbeaten          | 4:02  |
| 12. | Come See, Come Saw | 3:39  |
| 13. | Salt Future        | 3:51  |
| 14. | Burnt Alive        | 4:37  |

## Közreműködők
- Speedo (John Reis) – gitár, ének
- ND (Andy Stamets) – gitár, háttérvokál
- Petey X (Pete Reichert) – basszusgitár, háttérvokál
- Apollo 9 (Paul O'Beirne) – szaxofon, háttérvokál
- JC 2000 (Jason Crane) – trombita, háttérvokál
- Atom (Adam Willard) – dob
- John Reis, Sr. – harmonika a Used-on
- Geoff Harrington – Hammond B3 orgona a Come See, Come Saw-on
- Eric Christian – gitárszóló a Come See, Come Saw-on
- Raymond Kelley – cselló
- Don Palmer – hegedű
- Jay Rosen – hegedű
- James Ross – brácsa
- Mick Collins, Frank Daly – kisegítő ének
- Diane Gordon, Natalie Burks és Latina Webb – háttérvokál a Born in '69 és Come See, Come Saw dalokon
- Roger Freeland, Gene Miller és Joseph Pizzulo – háttérvokál a Used és Misbeaten dalokon

## Fordítás
Ez a szócikk részben vagy egészben a Scream, Dracula, Scream! című angol Wikipédia-szócikk ezen változatának fordításán alapul.  Az eredeti cikk szerkesztőit annak laptörténete sorolja fel. Ez a jelzés csupán a megfogalmazás eredetét és a szerzői jogokat jelzi, nem szolgál a cikkben szereplő információk forrásmegjelöléseként.